# Un general de artillería
Un general de artillería es un óleo realizado hacia 1660 por el pintor español Herrera el Mozo. Sus dimensiones son de 202 × 135 cm.
La pintura muestra un personaje sin identificar hasta ahora y relacionado con la artillería, en primer plano, de pie, apoyado sobre la cureña de un cañón, junto al que hay, en el suelo, dos balas.
Se expone en el Museo del Prado, Madrid.